# 日本精神分析的精神医学会
日本精神分析的精神医学会（にほんせいしんぶんせきてきせいしんいがくかい、英: Japan Academic Association of Psycho-analytical Psychiatry ; JAAPP）は、精神医学の臨床における力動的精神療法の訓練、及び基本的な理論的知見と臨床技法を提供する精神分析的精神療法の普及と発展を目的とした団体である。
主な事業活動は学術講演会の開催及び機関誌の発行などである。機関誌、精神分析的精神医学（年1回発行）。

## 歴代会長
- 初代 - 衣笠隆幸